# Olle Hammarsten
Erik Olov (Olle) Hammarsten, född 19 november 1916 i Sankt Matteus församling i Stockholms stad, död 12 juli 1986 i Rättviks församling i Kopparbergs län, var en svensk målare och tecknare.

## Biografi
Hammarsten studerade vid Tekniska skolan i Stockholm samt för Edvin Ollers och vid Otte Skölds målarskola. Som illustratör medverkade han i svensk och utländsk press. Han utförde ett flertal offentliga utsmyckningar i Sverige, övriga Norden, Tyskland, England och USA. Hans konst består av porträtt och figurmotiv med tonvikt på folklore, illustrationer och skivomslag i olja eller akvarell.